# 莱奥妮·特佩
莱奥妮·卡塔琳娜·特佩（德語：Leonie Katarina Tepe，1995年9月12日—），生于德国科隆。是一位演技出色的德国女演員，她也是個童星；因饰演同名小说改编的《鳄鱼队》（Vorstadtkrokodie）系列影片中的“玛麗亞”（Maria）一角而知名。

## 出演作品

### 电影
- 《鳄鱼队》（Vorstadtkrokodile，2008年），导演：Christian Ditter
- 《鳄鱼队2》（Vorstadtkrokodile 2，2009年），导演：Christian Ditter
- 《鳄鱼队3》（Vorstadtkrokodile 3，2010年），导演：Wolfgang Groos

### 电视
- （2004年），导演：Michael Schneider
- （2004年），导演：Ulrike Hamacher
- （2007年），导演：Tanja Roitzheim
- （2007年），导演：Tanja Roitzheim
- （2011年）

### 广告
- （2007年），导演： Thomas Radeck 和 Desiree van der Pas